# Laika

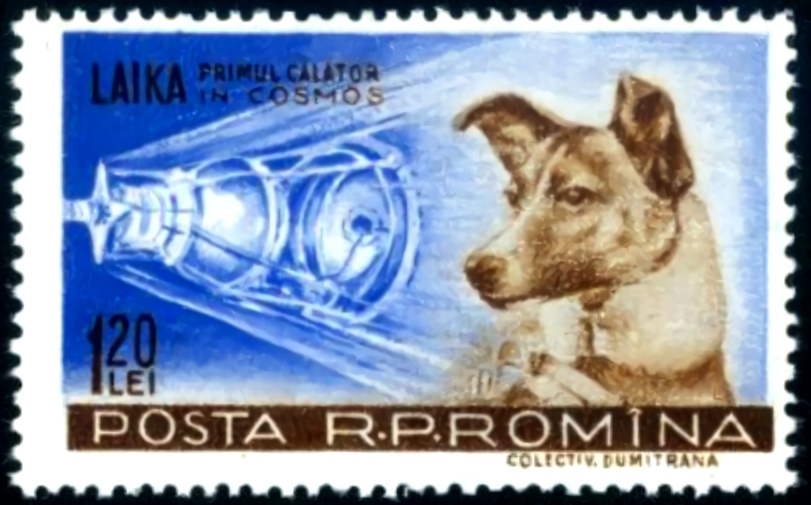
Francobollo rumeno del 1959 su Laika.

Laika (in russo Ла́йка?, Lajka, Mosca, 1954 – Spazio, 3 novembre 1957) è uno dei nomi con cui è nota la cagnolina imbarcata a bordo della capsula spaziale sovietica Sputnik 2, diventando così il primo animale a orbitare intorno alla Terra. Purtroppo Laika morì il 3 novembre 1957 perché la capsula in orbita non aveva una protezione termica.
Il personale sovietico era solito chiamare la cagnolina con il nome di Kudrjavka (in russo Кудрявка?, Ricciolina), mentre il nome con cui è nota in Occidente deriva da un possibile fraintendimento tra i giornalisti occidentali e i responsabili della missione, che, facendo riferimento alla razza del cane, indicarono la cagnolina come Laika (nome russo per varie razze di cane simili agli husky). La stampa statunitense la soprannominò Muttnik, unendo il termine inglese per meticcio e la parola Sputnik. 
La capsula Sputnik 2 era attrezzata per il supporto vitale e portava cibo e acqua, ma non prevedeva il rientro, quindi la sorte di Laika era segnata fin dall'inizio della missione. La capsula era inoltre attrezzata con sensori tali da permettere il monitoraggio dei segnali vitali del passeggero come pressione sanguigna, battiti cardiaci e frequenza respiratoria.

## Pianificazione della missione
Dopo il successo dello Sputnik 1 fu subito chiaro che al lancio del primo satellite sarebbero subito seguiti degli altri e si ritenne indispensabile lanciare a breve termine anche degli esseri umani nello spazio. All'epoca erano in via di completamento due satelliti del tipo Sputnik, tuttavia nemmeno uno sarebbe stato pronto prima del 7 novembre 1957: il progetto iniziale di lanciare uno di questi con un essere vivente a bordo il giorno del quarantesimo anniversario della Rivoluzione d'ottobre sarebbe fallito. Si decise pertanto di avviare la costruzione di un quarto satellite meno sofisticato che secondo i piani sarebbe stato pronto e lanciato entro il 7 novembre.
Per quanto riguarda la scelta di Laika, invece, ben poco è stato reso noto. Ancor oggi non si sa quali considerazioni abbiano spinto alla decisione di utilizzare un cane come primo passeggero a bordo di un satellite, anche se è intuibile che le dimensioni ridotte dell'animale possano aver giocato un ruolo fondamentale nella scelta. I cani erano gli animali scelti nell'ambito del programma spaziale sovietico. Secondo la versione ufficiale, la cagnetta Laika era un cane randagio trovato a Mosca, che all'epoca doveva avere all'incirca tre anni. I reclutatori di cani sovietici iniziarono la loro ricerca con un branco di cani randagi femmine perché le femmine erano più piccole e apparentemente più docili. I primi test determinarono l'obbedienza e la passività. Sempre secondo la stessa versione sarebbe un cane meticcio, per metà Husky e per metà Terrier, anche se non poté mai essere stabilita con certezza la razza dei suoi genitori. Per quanto riguarda invece il metodo di selezione e i criteri con i quali si sia deciso di utilizzare proprio lei, non si ebbe mai nessuna dichiarazione ufficiale.

## Preparazione alla missione
Sia l'URSS sia gli Stati Uniti d'America non avevano all'epoca alcuna esperienza nell'inviare esseri viventi nello spazio e ancor meno sapevano se il corpo di questi potesse sopravvivere per lunghi periodi in situazioni di assenza di gravità. Le uniche informazioni disponibili erano quelle ricavate da voli suborbitali ad altissima quota. Apparve quindi subito necessario raccogliere informazioni al riguardo del comportamento del corpo nello spazio prima di poter passare al lancio di navicelle con equipaggi umani a bordo.
Per le missioni Sputnik si selezionarono in tutto tre cani: Albina, Muschka e Laika. Albina fu la prima ad assolvere un volo suborbitale e sarebbe stata usata in caso di necessità come sostituta di Laika, mentre Mushka venne usata per testare i sistemi vitali della capsula. Tutte e tre le cagnette furono sottoposte a un allenamento intensivo che venne diretto da Oleg Gazenko, colui che aveva scelto Laika come la predestinata al primo volo spaziale e responsabile del programma.
Durante la fase di addestramento gli animali venivano abituati a spazi angusti e rimanevano anche per 20 giorni consecutivi in gabbie strettissime. Ciò fece sì che gli animali soffrissero notevolmente sotto un punto di vista psicologico e fisiologico, tanto che Laika cominciò a divenire sempre più irrequieta e per un certo periodo l'addestramento dovette essere sospeso. In una seconda fase gli animali ma soprattutto Laika vennero sottoposti a simulazioni di lancio in centrifughe, all'interno delle quali si riproducevano le vibrazioni e i rumori che avrebbero poi caratterizzato il lancio. Durante queste simulazioni si misurarono pressioni del sangue fino a 65 mmHg e un polso che batteva con frequenza quasi doppia. Infine secondo una versione non ufficiale la cagnetta sarebbe già stata messa a bordo del satellite tre giorni prima del lancio. Durante questo periodo l'animale sarebbe stato accudito da due tecnici che avrebbero garantito il benessere dell'animale.
Viste le basse temperature della stagione la capsula sarebbe stata quindi collegata con un impianto di riscaldamento, che avrebbe mantenuto una temperatura costante all'interno della capsula. Infine, prima del lancio, degli elettrodi sarebbero stati fissati sul corpo dell'animale per trasmettere alla centrale di controllo i segnali vitali, quali polso, pressione e respirazione. In tutto la capsula pesava 500 kg, ai quali si dovevano aggiungere i sei chilogrammi di peso dell'animale. L'interno del satellite era foderato e lo spazio interno era sufficientemente ampio da permettere a Laika di stare sdraiata o in piedi. La temperatura interna era regolata sui 15 °C e un sistema di refrigeramento doveva proteggere l'animale da sbalzi termici eccessivi. A bordo si trovavano quindi ancora cibo e acqua preparati sotto forma di gel.

## Il lancio
Il razzo con a bordo Laika venne lanciato il 3 novembre 1957 alle 2:30 dal cosmodromo di Bajkonur. Secondo i dati telemetrici inviati dal satellite, si rilevò un polso notevolmente accelerato e si dovette aspettare che la forza di gravità incominciasse a ridursi per notare una diminuzione della frequenza cardiaca. Secondo quanto rivelato da fonti ufficiali si ricevette per circa sette ore un segnale prima di non captare più nessun segnale di vita dalla capsula. La versione ufficiale dell'epoca data dal governo sovietico è che Laika sopravvisse per "oltre quattro giorni". 
Il satellite rientrò in atmosfera 5 mesi più tardi, il 14 aprile 1958, dopo aver compiuto 2.570 giri intorno alla Terra. Un eventuale rientro in orbita terrestre non era possibile dal momento che la capsula non era in grado di rientrare in atmosfera, perché sprovvista di uno scudo termico: il satellite andò così completamente distrutto durante il rientro e, con esso, il corpo di Laika.
Il lancio rappresentò un successo dal punto di vista tecnico, considerando sia le conoscenze tecniche dell'epoca sia il poco tempo messo a disposizione ai progettisti per la costruzione della capsula. La missione di Laika non fu però l'ultima: dopo di lei altri cani furono lanciati nello spazio a bordo di satelliti, e il 20 agosto 1960 le cagnoline Belka e Strelka furono le prime a rientrare sane e salve a terra da una missione spaziale a bordo del satellite Sputnik 5.

## Reazioni da parte dell'opinione pubblica
Il lancio di Laika nello spazio fu come per il lancio dello Sputnik 1 un evento shock nel mondo. L'URSS aveva dimostrato con ciò di essere in notevole vantaggio per quanto riguarda la costruzione di satelliti e quindi anche con la costruzione dei vettori, che vantavano capacità di carico maggiori e pertanto anche gittate maggiori. Nonostante la costruzione in tempo record, lo Sputnik 2 poteva vantare una propulsione ancora maggiore del suo predecessore e fu in grado di raggiungere orbite più alte.
Questo evento aveva dimostrato che l'Unione Sovietica disponeva sia dei mezzi sia delle tecnologie necessarie per poter portare in orbita testate nucleari e di poter colpire indipendentemente dalla portata dei suoi bombardieri ogni paese sul globo, utilizzando uno dei suoi vettori. Gli USA accelerarono immediatamente il proprio programma spaziale costruendo un primo satellite che chiamarono Vanguard TV3. Ma il ritardo accumulato e la mancanza di conoscenze fecero sì che la missione fallisse, causando la perdita del satellite e del vettore nella primissima fase di lancio. Gli Stati Uniti sarebbero riusciti solo il 31 gennaio 1958 a mandare in orbita il loro primo satellite, l'Explorer 1, seguito poi il 17 marzo 1958 dal Vanguard 1.
La presunta morte di Laika fu però anche causa di una serie di azioni di protesta nei confronti di ambasciate sovietiche in tutto il mondo, portando in primo piano la discussione sull'utilizzo di animali per scopi scientifici.
Solo con la fine della Guerra fredda alcune informazioni furono rese ufficiali. Nell'ottobre 2002 furono resi noti i risultati di nuove ricerche compiute da uno scienziato russo (Dmitrij Malashenkov), che rivelarono che Laika sopravvisse unicamente per un periodo compreso tra le 5 e le 7 ore dopo il decollo a causa degli sbalzi di temperatura caldo-freddo. Per quanto riguarda la vera e propria causa di morte dell'animale, furono rese pubbliche varie versioni in parte anche contrastanti fra loro: secondo una prima versione resa ufficiale, l'animale sarebbe morto a causa degli sbalzi termici a bordo della navicella, mentre secondo una versione più recente la causa di morte fu data da asfissia a causa di un guasto all'impianto di aerazione.
Secondo un'intervista fatta nel 1998 con Oleg Gazenko, responsabile della missione, lui stesso avrebbe espresso rammarico per la morte dell'animale, ritenendo che il lancio di Laika fu un sacrificio inutile; ben poche informazioni poterono essere raccolte da tale missione e la probabile morte prematura dell'animale potrebbe aver compromesso la missione dal punto di vista scientifico.

## Omaggi a Laika

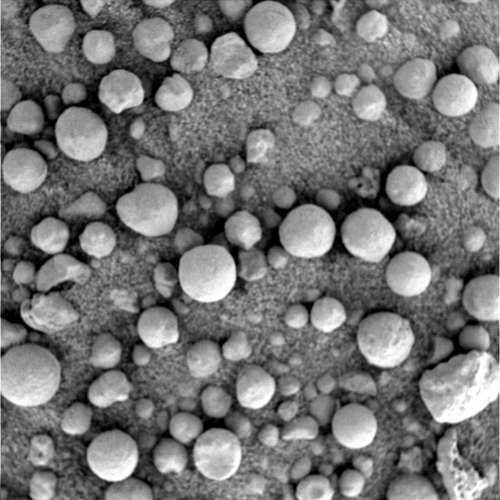
Durante la missione Mars Exploration Rover la NASA chiamò ufficiosamente questo suolo "Laika"

La missione a bordo dello Sputnik 2 rese sicuramente Laika uno degli animali più famosi al mondo, tanto da essere ricordata tra i cosmonauti morti in missione e in numerosi omaggi nella cultura popolare:
- Nel 1960 la politica italiana Teresa Noce ne fa la protagonista del libro Le avventure di Layka, cagnetta spaziale.
- Nel 1964 nasce l'azienda di caravan Laika in suo onore.[3]
- Nel 1965 nel film 002 Operazione Luna  compare brevemente lo scheletro di un cane con il casco, che uno dei due protagonisti riconosce in Laika, citando poi brevemente il lancio della cagnolina da parte dei comunisti.
- Nel 1987 un gruppo rock finlandese decise di chiamarsi Laika & The Cosmonauts.
- Il gruppo musicale britannico Laika si chiama così in onore alla cagnetta.
- Nel 1988 il gruppo spagnolo Mecano dedicò a Laika una canzone omonima.
- Nel 1990 Ice MC cantò il brano Laika per l'album Cinema[4], scritto e prodotto da Roberto Zanetti (Savage, Robyx).
- Nel 1994, l'autore italiano Stefano Calabrese scrisse e interpretò una canzone omonima che ne narra la vicenda.
- Nel 1997 l'istituto aerospaziale di Mosca dedicò a Laika una targa. Inoltre furono numerosi i francobolli a lei dedicati, e per un certo periodo anche prodotti come sigarette e cioccolato furono nominati in suo onore.
- Il 1º luglio 2002 i Gorillaz pubblicano in collaborazione con gli Space Monkeyz l'album Laika Come Home.
- Il 27 maggio 2002, con la pubblicazione dell'album Memoryhouse, il musicista Max Richter dedica il brano Laika's Journey al primo rappresentante dell'umanità nello spazio.
- Nel videogioco arcade Pop'n Music 11 uscito nel 2004, è presente un brano intitolato Space Dog dedicato a Laika.
- Nel 2004, il gruppo Arcade Fire include nell'album Funeral una canzone intitolata Neighborhood#2 (Laika).
- Laika's Theme è un brano presente nel disco Absent Friends del 2004 di The Divine Comedy.
- Il 9 marzo 2005 un piccolo fazzoletto di suolo marziano nei pressi del cratere Wostok su Marte, sul quale la sonda Opportunity stava effettuando dei prelievi, fu nominato (seppure in modo non ufficiale) "Laika".
- Nel 2007 il musicista danese Trentemøller le dedica un video (Moan (Trentemoller Remix Radioedit)) per un suo brano dall'album The Trentemoller Chronicles.
- Nel 2008 esce Laika (ed. Magic Press), un romanzo grafico dell'inglese Nick Abadzis, con il quale ottiene il prestigioso Eisner Award.
- Nel 2010 il cantautore Roberto Tardito dedica a Laika un brano del suo album Se fossi Dylan.
- Nel 2012 esce il libro Il bassotto e la regina dove viene citata Laika in una canzone.
- Nel 2013 la band australiana Sticky Fingers pubblica l'album musicale Caress Tour Soul contenente una traccia omonima dedicata al cane.
- Nel 2013 il gruppo valtellinese coXtola ha dedicato a Laika il suo brano Laik-a-dog dallo split con i Fune di fuga.
- Nel 2015 Ascanio Celestini intitola Laika il suo nuovo spettacolo, che inizia con una riflessione sulla cagnolina nello spazio e Dio.
- Nel 2018 esce il film ungherese Lajka, in cui si ipotizza ironicamente che il primo essere ad andare nello spazio sia stato un giovane rom chiamato così.
- Nel 2019 esce il video della canzone We’ve Got to Try del gruppo musicale The Chemical Brothers. Il video si ispira alla vicenda di Laika.
- Nel 2019 viene realizzato un documentario fantascientifico in merito alle vicende di nome Space Dogs.
- Nel 2021 viene lanciata una criptovaluta in onore di Laika, chiamata LaikaCoin[5].
- Nel 2023 nel film Guardiani della Galassia Vol. 3 compare come personaggio secondario, Cosmo, il regista lo reinterpreta al femminile per omaggiare meglio Laika che è stata inviata in orbita dai sovietici negli anni Sessanta, finendo poi per casualità su Ovunque.
- Nel 2025 la cantante norvegese Emmy ha composto la canzone Laika Party ispirandosi alla storia di Laika, con la quale ha rappresentato l'Irlanda all'Eurovision Song Contest.
- Nel 2025 il gruppo tedesco Alarmsignal ha pubblicato la canzone Laika, contenuta nell'album Insomnia.